# Mendebaldea
Mendebaldea (del euskera, oeste) es un barrio de la ciudad de Pamplona localizada en la Comunidad Foral de Navarra, España.

## Localización
El barrio se encuentra localizado al oeste de la ciudad, entre Barañáin, Irunlarrea, San Juan e Ermitagaña donde suele ser incluido. El nombre del barrio, Mendebaldea, significa parte oeste en euskera.

## Historia
Su construcción comenzó en 1985, finalizando los últimos edificios a principios de la década de los 90, todos ellos de entre 8 y 10 plantas, de cuidada estética. Se utilizó un modelo de urbanización que le permite disfrutar de grandes espacios ajardinados y paseos peatonales.
Su construcción da continuidad al barrio de Ermitagaña, en el cual se le suele integrar, y también une Pamplona con Barañáin y el polígono industrial de Landaben a través de un nuevo puente que se construyó a su vez sobre el río Arga.
En 1998 se terminó de construir el parque Yamaguchi, el más extenso del barrio.
En 1999 abrió sus puertas la Ikastola Jaso en la calle de Miluce, y en el 2001 abrió el hipermercado Carrefour.
En el año 2011 abrieron sus puertas el Conservatorio Superior de Música Pablo Sarasate y la nueva Biblioteca General de Navarra.
Se ha convertido en un barrio muy pujante, con buenos servicios y calidad de vida, en gran parte debido a su proximidad con el Complejo Hospitalario de Navarra, la CUN y la Universidad de Navarra.
Debido a su proximidad con Barañáin, el tráfico es denso en hora punta en la avenida de Barañáin, que ocupa el lugar de la antigua carretera del mismo nombre. 
Del arbolado antiguo que existía a ambos lados de aquella carretera se conservan en la mediana y la acera de la misma.

## Comunicaciones
| Eskualdeko Hiri Garraioa/Transporte Urbano Comarcal |                                                                      |                                                                      |
| Inicio                                              | Línea                                                                | Fin                                                                  |
| Barañáin                                            | 4                                                                    | Villava-Huarte-Arre-Oricain                                          |
| Villava                                             | 7                                                                    | Barañáin                                                             |
| Ermitagaña                                          | 12                                                                   | Mendillorri                                                          |
| Erripagaña                                          | 19                                                                   | Barañáin                                                             |
| Hirigunea/Centro                                    | N2                                                                   | Barañáin                                                             |
| Taxi Iruñerria                                      |                                                                      |                                                                      |
| Zona                                                | A                                                                    | A                                                                    |
| Estaciones                                          | Hospital Virgen del Camino Hospital de Navarra Clínica Universitaria | Hospital Virgen del Camino Hospital de Navarra Clínica Universitaria |